# Рубцовська сільська рада
Рубцо́вська сільська рада (рос. Рубцовский сельский совет) — сільське поселення у складі Рубцовського району Алтайського краю Росії.
Адміністративний центр — селище Зелена Дубрава.

## Населення
Населення — 2206 осіб (2019; 2337 в 2010, 2359 у 2002).

## Склад
До складу сільської ради входять:
| Населений пункт        | Населення, осіб (2002) | Населення, осіб (2010) |
| ---------------------- | ---------------------- | ---------------------- |
| 512 км, селище         | 34                     | 22                     |
| 519 км, селище         | 65                     | 38                     |
| Зелена Дубрава, селище | 1004                   | 999                    |
| Колос, селище          | 464                    | 458                    |
| Мічурінський, селище   | 427                    | 455                    |
| Пушкіно, селище        | 356                    | 349                    |
| Чайка, селище          | 9                      | 16                     |